# Прибережні щипавки
Прибережні щипавки (Labiduridae) — родина щипавок (Dermaptera). Включає 72 види у семи родах. Найвідомішим представником є щипавка прибережна (Labidura riparia).

## Поширення
Родина космополітична — її можна зустріти на всіх материках, крім Антарктиди. Принаймні два види були описані з бірманського бурштину з середньої крейди (Myrrholabia та Zigrasolabis). В Україні трапляється лише один вид — щипавка прибережна (Labidura riparia).

## Опис
Щипавки середнього або великого розміру, характеризуються наявністю парного копулятивного апарату та парного пеніса у самців. Мають циліндричну форму тіла з добре розвиненими крилами. Вони мають особливо довгі вусики, тоді як деякі сегменти можуть бути коротшими та великими. Церки на задній частині тіла зазвичай досить довгі і можуть бути асиметричними, часто з зубцями всередині.

## Роди
Родина містить такі роди:
- Підродина Allostethinae Verhoeff, 1904
  - Allostethella Zacher, 1910
  - Allostethus Verhoeff, 1904
  - Gonolabidura Zacher, 1910
  - Protolabidura Steinmann, 1985
- Підродина Labidurinae Verhoeff, 1902
  - Forcipula Bolivar, 1897
  - Labidura Leach, 1815
  - Tomopygia Burr, 1904
  - †Myrrholabia Engel & Grimaldi, 2004
  - †Zigrasolabis Engel and Grimaldi 2014
- Підродина Nalinae Steinmann, 1975
  - Nala Zacher, 1910
- Incertae sedis
  - †Caririlabia Martins-Neto, 1990
  - †Labiduromma Scudder 1885